# Бильдюкевич, Виктор Леонтьевич
Виктор Леонтьевич Бильдюкевич (20 мая 1930, г. Рогачев — 20 декабря 2012) — государственный деятель БССР, кандидат технических наук (1967).

## Биография
Окончил БПИ в 1952. С 1952 — начальник цеха, главный инженер Минского завода архитектурной керамики. С 1954 — главный инженер, директор Минского комбината строительных материалов. С 1967 — заместитель министра, с 1979 по 1991 годы — министр промышленности строительных материалов БССР.
Государственная премия 1972 года — за участие в разработке новых технологических процессов, созданию и внедрению поточно-автоматизированных конвейерных линий производства керамической плитки.
Кандидат в члены ЦК КПБ с 1981. Депутат Верховного Совета БССР с 1980 года.